# Rożdiestwienskoje (Kraj Krasnojarski)
Rożdiestwienskoje (ros. Рождественское) – wieś (sieło) w Rosji, w Kraju Krasnojarskim, w rejonie kazaczińskim. W 2021 liczyła 409 mieszkańców.